# بونتلاند بوست
بونتلاند بوست مجلة إلكترونية مقرها مدينة جروي، العاصمة الإدارية لولاية بونتلاند المتمتعة بالحكم الذاتي في شمال شرق الصومال.

## خلفية تاريخية
تأسست مجلة بونتلاند بوست في عام 2001 من قبل مغتربين صوماليين في الدنمارك، وينشر الموقع الإلكتروني تقارير وتحليلات إخبارية محلية وإقليمية يومية باللغتين الصومالية والإنجليزية، مع التركيز على الشؤون الصومالية. كما أنها تصدر صحيفة أسبوعية باللغة الصومالية. مؤخرا أطلقت المجلة نافذة شهرية باللغة الإنجليزية.